# Глушина (Лодзинське воєводство)
Глушина (пол. Głuszyna) — село в Польщі, у гміні Паєнчно Паєнчанського повіту Лодзинського воєводства.
У 1975-1998 роках село належало до Ченстоховського воєводства.